# Tone Bell

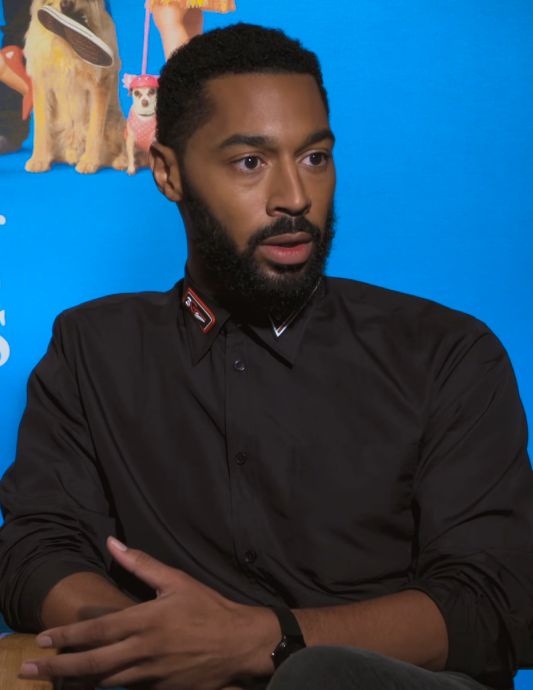
Tone Bell, 2018

Michael Anthony „Tone“ Bell Jr. (* 10. August 1983 in Decatur (Georgia)) ist ein US-amerikanischer Schauspieler.

## Herkunft und Leben
Vor seiner Schauspielkarriere unterrichtete Bell in einer Grundschule die erste Klasse, bevor er an der Produktion von Home Box Office (HBO) Warm Springs u. a. verschiedenen Marketingarbeiten tätig war.
Bell nahm ein Jahr lang eine Stelle als Brand Manager bei Swivel Media in San Francisco an, bevor er zurück nach Atlanta zog. Dort begann er mit Marketing-Arbeiten für ein Bierunternehmen, was ihn möglicherweise zurück nach Dallas brachte, wo er in verschiedenen Comedy-Clubs mit Open Mics begann.

## Karriere
Kurz nach seinem Umzug nach Los Angeles gewann Bell die NBC Stand Up For Diversity Talent Search im Jahr 2012 und erhielt einen Projektierungssauftrag der Fernsehgesellschaft. Er wurde als „RJ“, der Barkeeper in der NBC-Sitcom Whitney (TV-Serie) und später als „Tedward“ in der NBC-Sitcom Bad Judge gecastet. Bell trat auch in anderen Fernsehsendungen auf; darunter VH1's Single Ladies (TV-Serie), E!'s Love You, Mean It with Whitney Cummings, Comedy Central's, Key and Peele und Game Show Network's Mind of a Man und war Gastgeber der ersten Staffel der Sendung Jerks with Cameras auf MTV.
Bell betreibt auch eine Webserie auf dem YouTube-Kanal All Def Digital von Russell Simmons mit dem Titel The Green Room.
Nach seiner Hauptrolle in der Netflix-Komödie Disjointed wurde Bell im März 2018 für eine Hauptrolle im CBS-Komödienpilotfilm der TV-Serie Fam engagiert.

## Filmografie
Filme
- 2013: Solstice
- 2013: Implanted
- 2013: To My Future Assistant
- 2016: My Time Your Time
- 2017: Woman Child
- 2018: Dog Days
- 2018: The Weekend
- 2018: It’s A Party
- 2019: Little (Film)
- 2020: Sylvie's Love
- 2021: The United States vs. Billie Holiday
- 2024: Trigger Warning

Fernsehserien
| Jahr    | Titel                                      | Rolle          | Hinweis                 |
| ------- | ------------------------------------------ | -------------- | ----------------------- |
| 2012    | Single Ladies (TV Serie)                   | Parker         | 2 Episoden              |
| 2012–13 | Alex und Whitney – Sex ohne Ehe (TV-Serie) | RJ             | Hauptrolle, 13 Episoden |
| 2013    | Creepy Caress                              | Tom            | 1 Episode               |
| 2013    | Key & Peele                                | Freund #1      | 1 Episode               |
| 2014–15 | Bad Judge (TV-Serie)                       | Tedward Mulray | Hauptrolle, 13 Episoden |
| 2015    | Truth Be Told (2015 TV Serie)              | Russell        | Hauptrolle, 10 Episoden |
| 2016    | The Flash                                  | Scott Evans    | 2 Episoden              |
| 2017    | 9JKL                                       | Luke           | 2 Episoden              |
| 2017–18 | Disjointed (Netflixserie)                  | Carter         | Hauptrolle, 20 Episoden |
| 2019    | Fam (TV-Serie)                             | Nick           | Hauptrolle, 13 Episoden |
| 2020    | BoJack Horseman                            | Voice          | 1 Episode               |
| 2020    | American Soul                              | Richard Pryor  | Wiederkehrende Rolle    |